# ورقة 100 روبية هندية
ورقة 100 روبية هندية هي فئة من الروبية الهندية. بدأ إصدار الورقة منذ أن تولى بنك الاحتياطي الهندي مهام مراقب العملة في الهند في عام 1935. ورقة 100 روبية الحالية في 2016 وهي جزء من سلسلة المهاتما غاندي الجديدة.

## التاريخ

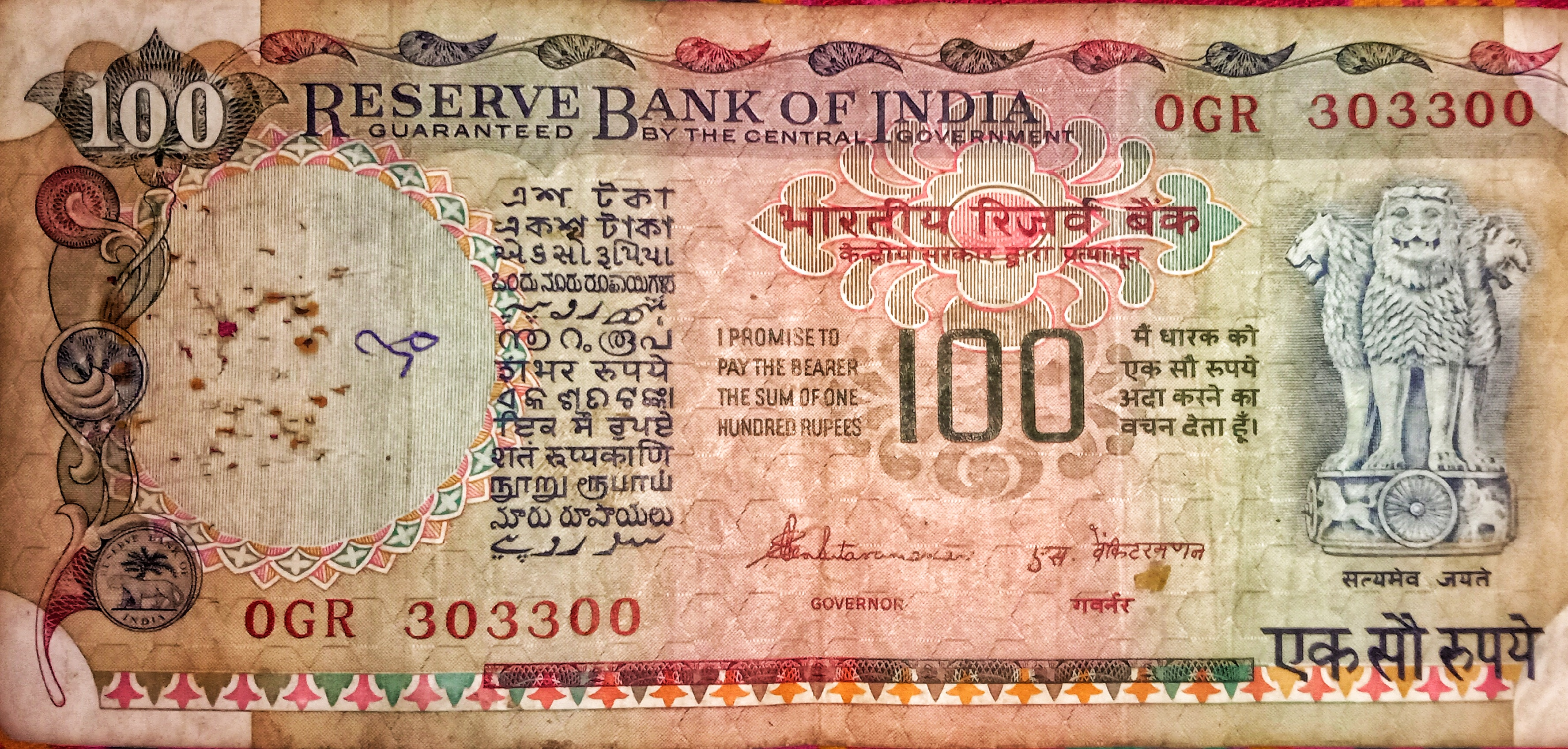
ورقة نقدية بقيمة 100 روبية، موقعة من RBI محافظ S. فينكيتارامان.

حملت أول 100 روبية صورة جورج السادس ملك المملكة المتحدة. واصل بنك الاحتياطي الهندي بعد الاستقلال في عام 1947 إصدار نفس الأوراق النقدية ولكن استبدلت صورة جورج السادس بشعار الهند.

## سلسلة المهاتما غاندي

### التصميم
أبعاد ورقة 100 روبية من سلسلة المهاتما غاندي هي 157×73 ملم باللون الأزرق والأخضر وعلى وجه العملة صورة للمهاتما غاندي مع توقيع محافظ البنك الاحتياطي الهندي. أضيفت في عام 2012 إلى ورقة رمز الروبية الجديد. أعلن بنك الاحتياطي الهندي في يناير 2014 أنه سيسحب جميع الأوراق النقدية المطبوعة قبل عام 2005 بحلول 31 مارس 2014، مدد لاحقًا إلى 1 يناير 2015، ثم مرة أخرى إلى 30 يونيو 2016.

## سلسلة المهاتما غاندي الجديدة
أعلن بنك الاحتياطي الهندي في 10 نوفمبر 2016 عن خطط لإصدار نسخة جديدة من الورقة كجزء من سلسلة المهاتما غاندي الجديدة، كشف بنك الاحتياطي الهندي في 19 يوليو 2018 عن التصميم الجديد للورقة.

### التصميم
لون الورقة لأساسي هو الخزامي (لون) يظهر على وجه الورقة المهاتما غاندي وعلى ظهرها راني كي فاف الموجود في باتان، كجرات، الهند. وهو أحد مواقع التراث العالمي لليونسكو. أبعاد الورقة النقدية هي 142×66 ملم.

## اللغات
كما هو الحال مع أوراق الروبية الهندية النقدية الأخرى فورقة 100 روبية مكتوب عليها 17 لغة. على الوجه والظهر اللغتين الإنجليزية والهندية. وعلى الظهر 15 من 22 لغة رسمية في الهند، كالآتي الآسامية والبنغالية والكجراتية والكنادية والكشميرية والكونكانية والماليالامية والمراثية والنيبالية ولغة الأوريا والبنجابية والسنسكريتية والتاميلية والتيلوغوية والأردية.
| اللغات الرئيسية في الهند (على كلا جانبين)     | اللغات الرئيسية في الهند (على كلا جانبين) |
| اللغة                                         | 100                                       |
| --------------------------------------------- | ----------------------------------------- |
| اللغة الإنجليزية                              | One Hundred rupees                        |
| اللغة الهندية                                 | एक सौ रुपये                                  |
| 15 لغة من اللغات الرسمية في الهند (على الظهر) |                                           |
| اللغة الآسامية                                | এশ টকা                                     |
| اللغة البنغالية                               | একশ টাকা                                    |
| اللغة الكجراتية                               | એક સો રૂપિયા                                  |
| اللغة الكنادية                                | ಒಂದು ನೂರು ರುಪಾಯಿಗಳು                               |
| اللغة الكشميرية                               | ہَتھ رۄپیہِ                                 |
| اللغة الكونكانية                              | शंबर रुपया                                   |
| اللغة الماليالامية                            | നൂറു രൂപ                                     |
| اللغة المراثية                                | शंभर रुपये                                   |
| اللغة النيبالية                               | एक सय रुपियाँ                                 |
| لغة الأوريا                                   | ଏକ ଶହ ଟଙ୍କା                                 |
| اللغة البنجابية                               | ਇਕ ਸੌ ਰੁਪਏ                                  |
| اللغة السنسكريتية                             | शतं रूप्यकाणि                                  |
| اللغة التاميلية                               | நூறு ரூபாய்                                    |
| اللغة التيلوغوية                              | నూరు రూపాయలు                                   |
| اللغة الأردية                                 | سو روپیے                                  |